# 1,2-二溴丙烷
1,2-二溴丙烷是一种有机溴化合物，化学式 CH3CHBrCH2Br。它是最简单的手性二溴代烃。

(S)-1,2-二溴丙烷(上) 和(R)-1,2-二溴丙烷(下)

## 性质
1,2-二溴丙烷是一种挥发性的可燃浅黄色液体，微溶于水。 它的折射率是 1.5201 (20 °C)

## 危害
1,2-二溴丙烷可以和空气混合形成爆炸性混合物，闪点 35 °C。